# داي هوليانغ
داي هوليانغ (في اللغة الصينية:戴厚良; نظام بينيين:Dài Hòuliáng; من مواليد 20 أغسطس 1963) هو مهندس كيميائي صيني ومدير تنفيذي للأعمال يشغل حاليًا منصب رئيس مجلس إدارة مؤسسة البترول الوطنية الصينية. وهو عضو مناوب في اللجنة المركزية الـ19 للحزب الشيوعي الصيني.

## السيرة الشخصية
ولد داي في مقاطعة جيانغدو، اقليم جيانغسو، في 20 أغسطس 1963. درس في الثانوية في مدرسة دينغو الثانوية (في اللغة الصينية: 丁沟中学).  في يوليو 1981، تم قبوله في جامعة تشانغتشو، حيث تخصص في صناعة الكيماويات العضوية.  ابتداءً من عام 1985، شغل عدة مناصب في شركة يانغزي للبتروكيمياويات، بما في ذلك نائب المدير العام والمدير العام ورئيس مجلس الإدارة. تم تعيينه نائباً للمدير المالي لشركة سينوبك، إحدى أكبر ثلاث شركات نفط مملوكة للدولة في الصين، في سبتمبر 2005، وأصبح نائب الرئيس في نوفمبر 2005 ونائب الرئيس الأول والمدير المالي في مايو 2006. في يونيو 2008، انضم إلى شركة الصين للبتروكيماويات، حيث تمت ترقيته إلى مدير عام في مايو 2016 وإلى منصب رئيس مجلس الإدارة في مايو 2018.   في 17 يناير 2020، تم تعيينه رئيسًا لمؤسسة البترول الوطنية الصينية، ليحل محل وانغ يلين. 

## التكريمات والجوائز
- جائزة الدولة للتقدم العلمي والتكنولوجي لعام 2016 (جائزة خاصة) لتطوير وتطبيق تكنولوجيا مجموعة كاملة من المواد العطرية عالية الكفاءة وحماية البيئة [6]
- نوفمبر 2017 عضو الأكاديمية الصينية للهندسة

## روابط خارجية
- داي هوليانغ نسخة محفوظة 8 أغسطس 2021 على موقع واي باك مشين. على موقع petrochina.com.cn